# پاک کوانگ-ریونگ
پاک کوانگ-ریونگ (انگلیسی: Pak Kwang-ryong؛ زادهٔ ۲۷ سپتامبر ۱۹۹۲) یک بازیکن فوتبال اهل کره شمالی است.
از باشگاه‌هایی که در آن بازی کرده‌است می‌توان به باشگاه فوتبال فادوتس و بازل اشاره کرد.